# Giải vô địch cờ vua thế giới truyền thống 2000
Giải vô địch cờ vua thế giới truyền thống năm 2000, được gọi là Giải vô địch cờ vua thế giới Braingames, được tổ chức từ ngày 8 tháng 10 năm 2000 - ngày 4 tháng 11 năm 2000 tại Luân Đôn, Vương quốc Anh, với nhà đương kim vô địch Garry Kasparov, đấu với Vladimir Kramnik. Trận đấu được diễn ra theo thể thức 16 ván đấu, với kết quả Kramnik đã đánh bại Kasparov dù Kasparov được đánh giá cao hơn hẳn. Kramnik đã giành chiến thắng trong trận đấu này với hai ván thắng, 13 ván hòa và không để thua ván nào. Với những người ủng hộ chức vô địch thế giới theo truyền thống, Kramnik đã trở thành nhà vô địch cờ vua thế giới thứ 14.

## Bối cảnh
Sau khi có sự chia tách tại giải vô địch cờ vua thế giới năm 1993, có hai danh hiệu thế giới cạnh tranh nhau: danh hiệu thế giới FIDE chính thức và danh hiệu thế giới PCA do Garry Kasparov nắm giữ. Lý do đằng sau danh hiệu của Kasparov là Kasparov không bị đánh bại trong một trận đấu nào, mà trên thực tế đã đánh bại đối thủ xứng tầm Nigel Short vào năm 1993, vì vậy FIDE không có quyền tước danh hiệu này của ông.
PCA sau đó tổ chức các giải đấu Interzonal và ứng cử viên trong giai đoạn 1993 – 1995, và Kasparov bảo vệ thành công danh hiệu PCA của ông vào năm 1995 khi thắng Viswanathan Anand.
PCA bị tan rã vào năm 1996. Hợp đồng ban đầu với Intel đã hết hạn. Kasparov đang tìm kiếm một nhà tài trợ mới, nhưng không thể tìm được. Tuy nhiên, Kasparov vẫn khẳng định mình là nhà vô địch thế giới xứng đáng, vì vậy Kasparov đã tìm cách khác để chọn người thách đấu tiếp theo của mình.

## Vòng loại
Do không có sự tài trợ cho PCA, Kasparov nhận thấy mình không thể tổ chức một loạt các trận đấu vòng loại để chọn ra người thách đấu. Cuối cùng vào năm 1998, ông tuyên bố rằng, dựa trên xếp hạng và kết quả của họ, Anand và Vladimir Kramnik rõ ràng là hai kỳ thủ xuất sắc nhất thế giới tiếp theo, và họ sẽ đấu một trận để quyết định ai sẽ thách đấu cho danh hiệu vô địch thế giới của Kasparov.
Anand, tuy nhiên, với tư cách là một người tham gia vòng đấu vô địch thế giới FIDE, tin rằng mình có nghĩa vụ theo hợp đồng để không tham gia vòng đấu đối thủ và đã từ chối đề nghị. Vì vậy, thay vào đó, một trận đấu được tổ chức giữa Kramnik và Alexei Shirov, từ ngày 24 tháng 5 đến ngày 5 tháng 6 năm 1998 tại Cazorla, Tây Ban Nha. Shirov được chọn vì anh đứng thứ hai trong danh sách xếp hạng của PCA, và vì kết quả thi đấu mạnh mẽ của anh tại Siêu giải đấu Linares 1998.
Dù là cửa dưới nhưng Shirov đã giành được chiến thắng với hai ván thắng, bảy ván hòa và không để thua ván nào.
|                           | Rating | 1 | 2 | 3 | 4 | 5 | 6 | 7 | 8 | 9 | Total |
| ------------------------- | ------ | - | - | - | - | - | - | - | - | - | ----- |
| Vladimir Kramnik (Russia) | 2790   | ½ | ½ | ½ | 0 | ½ | ½ | ½ | ½ | 0 | 3½    |
| Alexei Shirov (Spain)     | 2710   | ½ | ½ | ½ | 1 | ½ | ½ | ½ | ½ | 1 | 5½    |
Tuy nhiên, trong suốt năm 1998 Kasparov, Shirov và các nhà tài trợ đã không thể đi đến thống nhất. Shirov đã từ chối một đề nghị tổ chức một trận đấu ở California, nhưng tin rằng từ chối đề nghị này không có nghĩa là từ bỏ quyền của mình đối với việc thi đấu. Vào tháng 12 năm 1998, vẫn còn các nỗ lực tổ chức trận Kasparov – Shirov.
Vào tháng 2 năm 1999, Kasparov từ bỏ kế hoạch đấu với Shirov và thay vào đó theo đuổi một trận đấu với Anand, vì Anand đứng thứ hai sau Kasparov trong danh sách xếp hạng. Các cuộc đàm phán cho một trận đấu năm 1999 đã thất bại, cũng như các cuộc đàm phán vào năm 2000, với Anand bày tỏ sự không hài lòng với hợp đồng. Vào tháng 3 năm 2000, người ta thông báo rằng các cuộc đàm phán với Anand đã thất bại và vì vậy Kasparov sẽ đàm phán một trận đấu với người chơi tiếp theo trong danh sách xếp hạng — Kramnik. Lần này các cuộc đàm phán đã thành công, và công ty Braingames được thành lập để tài trợ cho trận Kasparov-Kramnik vào tháng 10 năm 2000.
Shirov đã không hài lòng, và thậm chí năm 2006 vẫn khẳng định Kramnik không phải là nhà vô địch thế giới hợp lệ. Tuy nhiên, hầu hết những người ủng hộ danh hiệu của Kasparov đều tin rằng, bất chấp cách chọn người thách đấu không thỏa đáng, tuy nhiên người chiến thắng trong trận đấu này sẽ là Nhà vô địch thế giới thực sự. Kramnik có thành tích đối đầu với Kasparov tốt hơn nhiều so với Shirov (một điểm mà Kasparov nhấn mạnh khi trận đấu được công bố vào tháng 4 năm 2000). Trong những năm sau đó, Kasparov duy trì điểm cộng áp đảo trong các trận đấu cá nhân với Shirov.

## Trận tranh chức vô địch
|                           | Rating | 1 | 2 | 3 | 4 | 5 | 6 | 7 | 8 | 9 | 10 | 11 | 12 | 13 | 14 | 15 | Total |
| ------------------------- | ------ | - | - | - | - | - | - | - | - | - | -- | -- | -- | -- | -- | -- | ----- |
| Garry Kasparov (Russia)   | 2849   | ½ | 0 | ½ | ½ | ½ | ½ | ½ | ½ | ½ | 0  | ½  | ½  | ½  | ½  | ½  | 6½    |
| Vladimir Kramnik (Russia) | 2772   | ½ | 1 | ½ | ½ | ½ | ½ | ½ | ½ | ½ | 1  | ½  | ½  | ½  | ½  | ½  | 8½    |